# Mario Kunasek
Mario Kunasek, né le 29 juin 1976 à Graz en Autriche, est un homme politique autrichien d'extrême droite, membre du Parti de la liberté d'Autriche. Il est Landeshauptmann de Styrie depuis le 18 décembre 2024.